# The Football Factory (film)
The Football Factory is een Britse film uit 2004 van Nick Love, gebaseerd op de gelijknamige roman van John King.
Delen van de tekst die werden gebruikt in de film komen ook terug in het nummer "Hardcore Hooligan" van de Nederlandse hardcore-dj Paul Elstak.

## Verhaal
De film baseert zich op het leven van hooligans van de Londense voetbalclub Chelsea FC, de zogenaamde "headhunters".
Tommy Johnson, die tevens zorgt voor de voice-over, begint zich op 30-jarige leeftijd vragen te stellen bij de morele waarden van het hooliganisme. Ondanks het plezier dat hij hier uit haalt ontkomt ook hij niet aan het verontrustende feit van veroudering. Wanneer hij na een avondje uit met zijn beste vriend Rod twee meiden weet te versieren, komt hij de volgende ochtend ongewild in aanraking met de leider van de Millwall FC-hooligans, Fred. Het meisje waarmee Tommy de nacht heeft doorgebracht is namelijk zijn zus. Deze ontmoeting zal zijn leven, en voornamelijk zijn nachtrust, tekenen gedurende het verdere verloop van de film.
Wanneer Chelsea voor de FA Cup tegen Millwall wordt geloot verwacht niet alleen Tommy maar ook de rest van het land het ergste. Beide clubs zijn namelijk elkaars grootste rivalen. Uiteindelijk blijken Tommy's nachtmerries toch niet volledig onwaar te zijn.

## Rolverdeling
- Danny Dyer - Tommy Johnson
- Frank Harper - Billy Bright
- Tamer Hassan - Fred
- Roland Manookian - Zeberdee
- Neil Maskell - Rod
- Dudley Sutton - Bill Farrell